# Ericson (Nebraska)
Ericson – wieś w Stanach Zjednoczonych, w stanie Nebraska, w hrabstwie Wheeler.